# شیردان

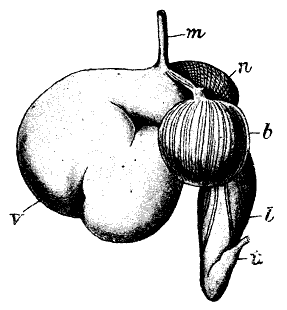
معده‌های نشخوارکنندگان: m. مری، v. شکمبه (سیرابی)، n. نگاری، b. هزارلا، l. شیردان، t.آغاز روده باریک.

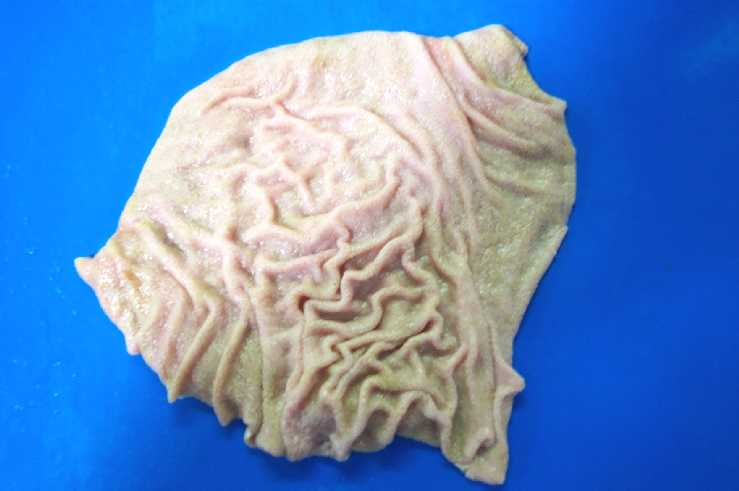
شیردان.

شیردان (انگلیسی: Abomasum) بخش چهارم و قسمت اصلی معده نشخوارکنندگان است که روده در دنباله آن قرار دارد. شیردان جدار ضخیم و چین‌خورده دارد.
شیردان معدهٔ حقیقی گاو است و در حدود ۲۰ لیتر حجم دارد. دیوارهٔ این قسمت از معده شیره‌های معده را ترشح می‌کند که شامل کمتر از نیم درصد اسید کلریدریک و دو آنزیم پپسین و رنین است. 
شیردان دارای دیاستازها و غدد گوارشی و عصارهٔ معدی است. ترشح این شیره‌ها باعث نام‌گذاری آن به شیردان شده‌است. سه بخش دیگر معدهٔ این جانوران فاقد غدد گوارشی و دارای بافت پوششی مطبق‌اند.
از شیردان در تهیه خوراکی به نام سیرابی شیردان و نیز شیردان استفاده می‌شود.
در فرهنگ آنندراج در توصیف شیردان آمده‌است: چیزی است مثل کدو که گوسفند را در بالای شکنبه می‌باشد و غیر از شکنبه است و آنرا گیپاپزان پر از گوشت و برنج و مصالح کرده می‌فروشند، و به هندی چسته گویند که از آن شیر بسته می‌شود.

## زخم شیردان
عارضه زخم شیردان (Abomasal ulcer) ممکن است در اثر ازدیاد اسید در شیردان اتقاق افتد. تغذیه کنسانتره و سیلوی زیاد موجب افزایش سطح اسید در شیردان می‌شود. گوساله‌های جوان نیز ممکن است به زخم شیردان مبتلا شوند.